# Gut Records
Gut Records — британський лейбл звукозапису, заснований 1991 року.
Засновником лейблу став британський музичний підприємець Гай Голмс. Він починав свою кар'єру у 1980-ті роки, відповідаючи за просування записів в компаніях EMI, Arista Records та Island Records. Після п'яти років в музичному бізнесі, 1988 року Голмс створив власну компанію Gut Reactions, де продюсував записи таких артистів, як Роберт Палмер, The Christians та Salt-N-Pepa.
Ідея створити інді-лейбл з'явилася у Голмса 1991 року. Він працював із маловідомим колективом Right Said Fred та намагався домовитися із мейджор-лейблами про випуск їхнього синглу «I'm Too Sexy», але всюди отримав відмову. Натомість Голмс вклав 1 тис. фунтів власних збережень та видав пісню самостійно, під лейблом Tug Records («Tug» — задом-наперед від «Gut»). Пісня стала міжнародним хітом, а дебютний альбом Right Said Fred Up — був розпроданий багатомільйонним накладом.
Протягом наступних років на лейблі виходили записи таких виконавців, як Space, Aswad, Том Джонс, Fightstar, Crazy Frog, Джиммі Сомервіль, Sound 5, Tears for Fears та Наомі. Зокрема, платівка Тома Джонса Reload, що вийшла 1999 року та містила дуети з іншими відомими виконавцями, стала другим альбомом Gut/Tug Records, який потрапив на вершину національного британського хіт-параду. Окрім цього, було засновано імпринт Gusto, на якому виходили танцювальні хіти Uniting Nations, Hi Tack, Девіда Гетти та The Lisa Marie Experience.
2008 року було оголошено про банкрутство лейблу Gut Records. Його каталог записів придбала компанія Phoenix Music.